# Kościół Świętych Apostołów Piotra i Pawła w Żaganiu
Kościół pw. Świętych Apostołów Piotra i Pawła w Żaganiu – rzymskokatolicki kościół filialny należący do żagańskiej parafii Wniebowzięcia Najświętszej Maryi Panny. Mieści się w Żaganiu, w województwie lubuskim. Należy do dekanatu Żagań diecezji zielonogórsko-gorzowskiej.

## Historia

### Pod opieką franciszkanów
Historia świątyni rozpoczyna się w 1272 roku, kiedy to książę Konrad II Garbaty sprowadził do miasta zakon franciszkanów. Kilka lat później wybudowali oni obok murów miejskich kościół i klasztor. Przez prawie 200 lat kompleks pozostawał nietknięty, w 1485 roku został odbudowany po pożarze. 

### Okres ewangelicki
W czasach reformacji w 1539 roku został przejęty przez gminę protestancką. Wtedy to, w związku ze zmianą liturgii, część wyposażenia została sprzedana lub zniszczona. W 1604 roku do elewacji zachodniej została dostawiona wieża a we wnętrzu dobudowano empory. Wówczas zostały również przebudowane gotyckie okna, które zostały zmniejszone przez częściowe ich zamurowanie od dołu. 

### Pod opieką jezuitów
W 1632 roku książę Albrecht von Wallenstein sprowadził do miasta zakon jezuitów i osadził ich w zabudowaniach pofranciszkańskich. Od tego czasu, z wyjątkiem lat 1635-1652, kiedy świątynią ponownie władali protestanci, kościół i klasztor były w posiadaniu zakonników. Jezuici przebudowali wieżę w stylu klasycystycznym. Po kasacie zakonu od 1810 roku świątynię użytkowała parafia rzymskokatolicka. Pomimo pożarów i przebudów świątynia zachowała gotycką bryłę z początku XIV stulecia.

## Architektura i wyposażenie
Elewacje wybudowane z kamienia są ozdobione dużymi, zamkniętymi przez ostre łuki oknami, wyposażonymi w gotyckie maswerki, znajdującymi się w szerokich rozglifieniach. Wnętrze jest przykryte XVI-wiecznymi sklepieniami; w nawie typu sieciowego, w prezbiterium typu kryształowego. Wyposażenie wnętrza (ołtarz, rzeźby, ambona) w stylu barokowym zostało wykonane po 1730 roku.